# فرانتس اسووبودا

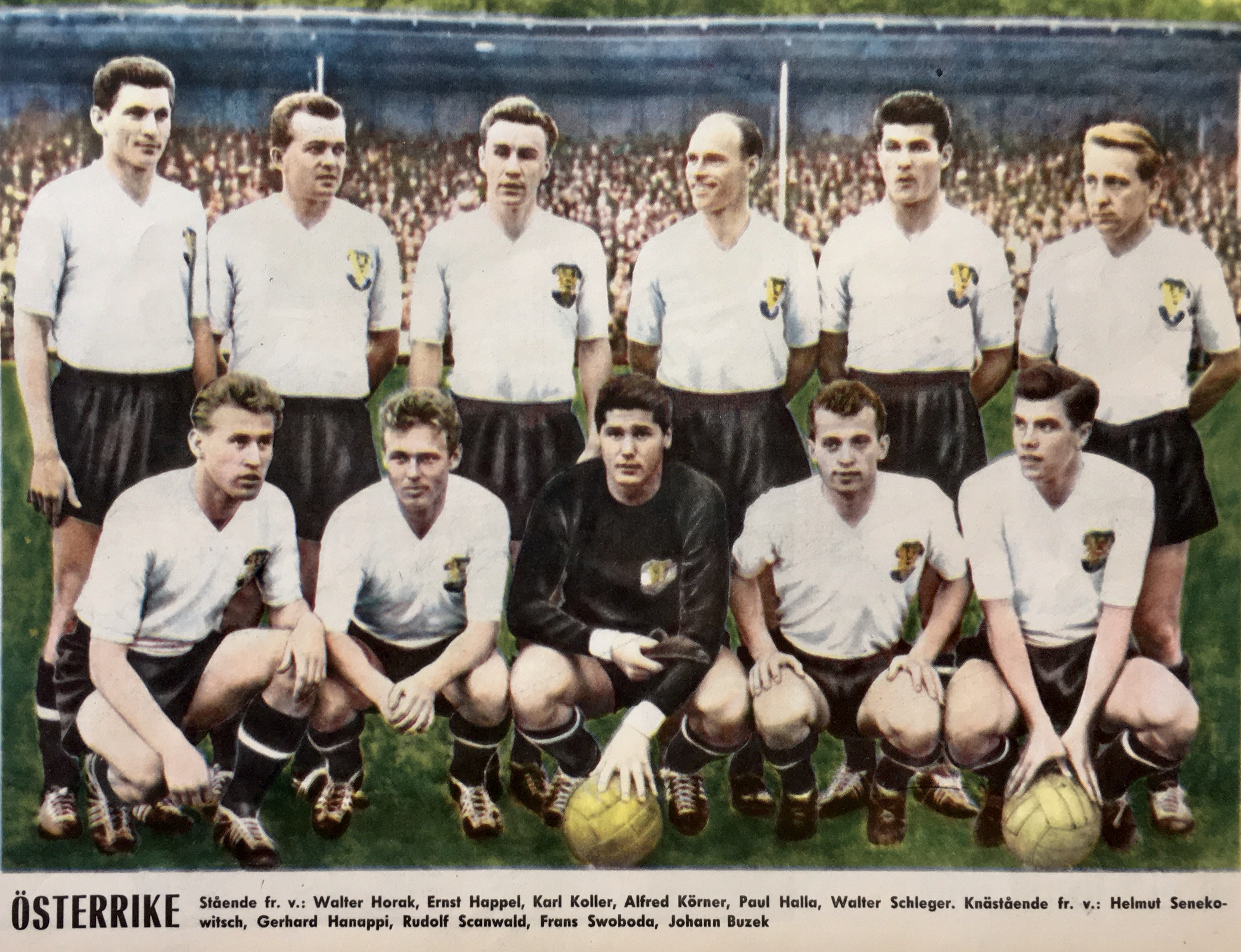
تیم ملی فوتبال اتریش در سال ۱۹۵۸

فرانتس اسووبودا (آلمانی: Franz Swoboda; ۱۵ فوریهٔ ۱۹۳۳ – ۲۷ ژوئیهٔ ۲۰۱۷) بازیکن فوتبال اهل اتریش بود.
از باشگاه‌هایی که در آن بازی کرده‌است می‌توان به باشگاه فوتبال آستریا وین اشاره کرد.
وی همچنین در تیم ملی فوتبال اتریش بازی کرده‌است.